# المتحف الوطني للتاريخ الطبيعي في باريس
المتحف الوطني للتاريخ الطبيعي(بالإنجليزية: National Museum of Natural History)‏، هي مؤسسة فرنسية تعنى بالبحث العلمي ونشر الثقافة العلمية الطبيعية، تأسست في سنة 1793 ويقع مقره الرئيسي في حديقة النباتات في باريس، بالإضافة عدة مواقع أخرى منتشرة في عدة أرجاء من فرنسا. يعد المتحف الوطني للتارخه الطبيعي الوريث الوحيد للحديقة الملكية للنباتات الطبية التي تأسست سنة 1626. وبالنظر لاهميته العلمية يعد واحد من بين أولى المؤسسات العالمية في هذا المجال. ينتسب للمتحف حوالي 2000 عضو حول العالم من بينهم 450 باحثا.
تشتمل قاعة العرض الرئيسية للمتحف علي العديد من الهياكل العظمية للكائنات الحية بحجمها  الطبيعي، مرتبة في مجموعات تضم أسماك وبرمائيات وزواحف وطيور وثديات، تم جمعها من جميع أنحاء العالم، كما يتوفر أيضا على وهياكل ضخمة لبعض الحيونات المنقرضة.

## الخصوصية والمواقع
بالمقارنة  مع نظرائه من البلدان الأخرى يتميز المتحف الوطني للتاريخ الطبيعي بكونه فريد من نوعه، ذلك لأنه لا يستقر داخل مبنى إسمنتي ولا يتكون من موقع واحد فقط، بل يتكون من عدة مواقع في الآن ذاته، حيث أن هناك مايعادل ثلاثة عشر موقعا للمتحف، يتميز أغلبهم بكونه متعدد الوظائف.
على عكس ما يتصوره الجميع فإن مقره الرئيسي الذي يقع في حديقة النباتات في باريس، هو عبارة عن معرض متكامل مكون من حديقة نباتية وأخرى للحيوانات، مختبرات بحوث، دفيئة زراعية، بالإضافة إلى مجموعة من الصالات العلمية المفتوحة في وجه العموم.

## المواقع
- مواقع في باريس:

هناك أربعة مواقع رئيسية للمتحف في مدينة باريس، بمساحة إجمالية تعادل 41.2 هكتار:
1. حديقة النباتات (25.7 هكتار)وتقع جنوب شارع بوفون [2]، ومكونة من:
  1. حديقة على الطراز الفرنسي مطلة من جهة الشرق على مفترق طرق بلاس فالهوبيرت  ، وجيوفروي سانت هيلير من جهة الغرب.
  2. حديقة على الطراز الإنجليزي، ومتاهة تعلوها شرفة بوفون (gloriette de Buffon).
  3. بيوت دفيئة.
  4. حديقة جبال الألب.
  5. الحديقة البيئية.
  6. مدرسة علم النبات.
  7. معرض التطور.
  8. معرض الحشرات في كلوس باتويليت.
2. معهد علم الحفريات البشرية الذي تديره إدارة ما

قبل التاريخ للمتحف الوطني للتاريخ الطبيعي ومؤسسة ألبرت إير في موناكو.
1. متحف الإنسان.
2. حديقة الحيوانات لمدينة باريس

- مواقع أخرى خارج باريس:

يتوفر المتحف على تسعة مواقع خارج باريس هي:
1. مركز الإيكولوجيا العامة في برونوي.
2. مشتل شيفرولوب  في روكنكور.
3. حديقة احتياطي الحيوانات من هوت توش في أوبتر.
4. متحف هارماس الذي يضم أعمال جون هنري فابر في سيريغنان دو كومتات.
5. محطة البيولوجيا البحرية في كونكارنيو.
6. محطة البيولوجيا البحرية في دينار.
7. متحف موقع مأوى باتود في ليس إيزيز.
8. الحديقة النباتية لا جاسينيا في ساموينز.
9. الحديقة النباتية من فال رحمة، في مينتون.

## المهام
منذ تأسيسه سنة 1793 يقوم المتحف الوطني للتاريخ الطبيعي في فرنسا بخمس مهام أساسية تتمثل في:
1.العمل على حفظ المجموعات العلمية التي تضم حوالي 67 مليون مابين قطعة ونوع حيحية في 12 موقعا في باريس وباقي أرجاء فرنسا.
2.نشر الثقافة العلمية في إطار مجال تحصص المؤسسة.
3. البحث العلمي.
4.التأطير والتدريب البحثي (الماجستير والدكتورا).
5.اكتساب الخبرة العلمية.
من أجل تحقيق ذلك يسعى متحف التاريخ الطبيعي الفرنسي إلى دراسة جميع تخصصات التاريخ الطبيعي المتمثلة في:
- دراسة جميع جوانب عالم الأحياء وتنظيماته (النظاميات، التشريح المقارن، الكمياء الحيوية، الفيزياء الحيوية، علم وظائف الأعضاء...)
- دراسة عالم الحيوان (علم الحيوان وباقي التخصصات المستمدة منه)
- دراسة عالم الفطريات والفطريات الهلامية (myxomycètes) (علم الفطريات والتخصصات المستمدة منه).
- دراسة عالم النبات (علم النبات والتخصصات المنبثقة عنه).
- دراسة الكائنات الأحادية الخلية، حقيقيات النوى، وبدائيات النوى (علم الأحياء الدقيقة والتخصصات المتفرعة عنه).
- دراسة الأرض والمعادن (الجيومورفولوجيا، علم البيئة، علم المعادن، علم الصخور، والتخصصات المشتقة)
- دراسة تطور الحياة على سطح الأرض، انطلاقا من الآثار المستحاثية وتسميات التصنيف (علم الحفريات، علم الوراثة والتخصصات المشتقة منه)
- دراسة تطور الخط البشري، تأثيره على البيئة، وعلاقته بالبيئة وأيضا العلاقات الحاصلة بين الطبيعة والثقافة (من خلال علم الأنثروبولوجيا والتخصصات المستمدة منه، على غرار علم النباتات الشعبي.

## التاريخ
تأسس المتحف الوطني للتاريخ الطبيعي في 10 يونيو 1793 خلال سنوات الثورة الفرنسية بموجب مرسوم اتفاقية. تم على إثرها تحويل الحديقة الملكية للنباتات الطبية التي أنشأها الملك لويس الثالث عشر سنة 1635 إلى متحف. فبعد أن إقاصرت وظيفتها الأساسية قديما على مجال البحث تحت إشراف أطباء الملك، أصبحت الآن مؤسسة بحد ذاتها تعنى بدراسة جوانب مختلفة من التاريخ الطبيعي.

### القرن السابع عشر
في سنة 1626، قام أحد أطباء الملك، والمسمى غي دو لا بروس، بدعم من الطبيب الأول السيد جان هيروارد، مصحوبا بالسيد وريشيليو، بإقناع لويس الثالث عشر لإنشاء «حديقة النباتات الطبية».تم قبول المقترح الذي قدمه اطباء الملك، حيث تم الإعلان عن مرسوم ملكي جديد في سنة 1635 ، قضى بتأسيس الحديقة في مدينة باريس، بعد حوالي خمس سنوات من ذلك فتحت الحديقة أبوابها أخيرا في سنة 1640، بهدف زراعة النباتات وحفظها من الانقراض، وأيضا من أجل دراستها وكشف طرق استخدامها في مجال الطب، ومن ناحية أخرى توظيفها في مجال تكوين الأطباء وإعطائهم دروسا في علم النبات والكيمياء والتشريح.هذه الدورات التي كانت تدرس باللغة الفرنسية (على عكس أماكن أخرى كانت تدرس فيها باللغة اللاتينية)، والتي كان يمكن للعامة أيضا الوصول إليها.حيث حضر الدروس التي كانت تعطى في الحديقة، متلقون من أعمار وجنسيات مختلفة فرنسية وأجنبية.
صممت الحديقة في بادئ الأمر من أجل زراعة مجموعات نباتية تلبي احتياجات البيت الملكي (ومن هنا جاء اسم «الحديقة الملكية للنباتات الطبية»)، الشئ الذي جلب لها عداء كلية الطب في باريس، هذه الأخيرة التي سعت لفعل كل ما في وسعها من أجل معارضة القرارات التي يتخذها المشرف على الحديقة أمام البرلمان.

### القرن الثامن عشر

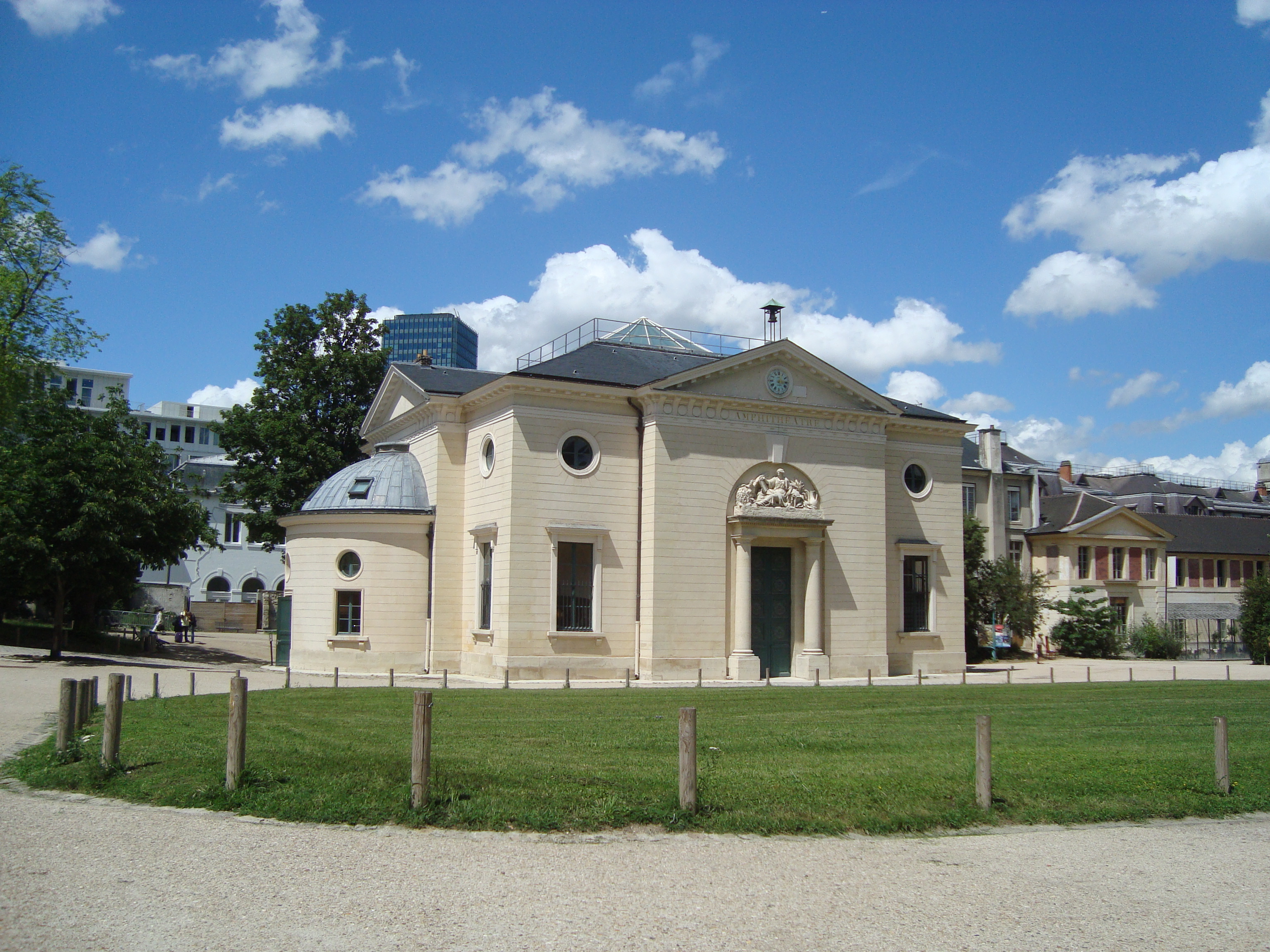
المدرج الذي أمر بوفون ببنائه، والذي صمم من طرف المهندس المعماري إدمي فيرنيكيت (1804-1727).

خلال هذا القرن عرف نشاط الحديقة تنوعا، وإنتقل تدريجيا من فن الإستشفاء بالنباتات، إلى التاريخ الطبيعي.
في اليوم التالي لوفاة لويس بويريه الطبيب الأول للملك، أصدر الملك مرسوما جديد 31 مارس 1718، فصل على إثره هذا المكتب عن مكتب المشرف على الحديقة الملكية للنباتات.وبحلول سنة 1729، أخذ رسميا هذا المكتب المفصول عن الحديقة لقب «مكتب التاريخ الطبيعي».
بعد عشر سنوات من ذلك، وتحديدا في سنة1739 أخذت حديقة الملك بعدا جديدا، بفضل واحد من أبرز العلماء في القرن الثامن عشر، المتمثل بوفون (1788-1707)، عالم الطبيعة الشهير (نشر طوال حياته مايعادل 36 مجلد عن  التَّاريخ الطبيعي)، وعضو الأكاديمية الفرنسية وأيضا أمين الصندوق الدائم للعلوم.والذي عرفت حديقة الملك عصرا ذهبيا لها، إذ وبفضله تضاعفت مساحة الحديقة، فقام بتوسيع مكتب التاريخ الطبيعي ومدرسة علم النبات، كما حرص قبل وفاته على بدء أشغال بناء مدرجا واسعا ودفيئة جديدة تم الانتهاء منهما في وقت لاحق.

### الثورة الفرنسية
كان للثورة أفرنسية اثر بالغ في تاريخ الحديقة، حيث أدت إلى تغيير عميق وجدري في وظائف الحديقة.إذ وبحلول 20 أغسطس 1790، أصدرت الجمعية الوطنية قرارا يقضي بإشراك المتظاهرين في صياغة مشروع قرار بغرض إعادة تنظيم الحديقة.
فصوتت الجمعية الأولي لصالح رحيل أوغست دي فلاهوت وانتخاب دوبنتون كرئيس بالإجماع.الرئيس المنتخبحديثا كلف أنطوني فوركروي،برنار لاسيبيدي، وأنطوان بوغطال من أجل وضع لوائح خاصة بالمؤسسة الجديدة وتحديد مهام للمتحف تشمل تثقيف الجمهور، إنشاء المجموعات والمشاركة النشطة في البحوث العلمية. مع التأكيد على تجديد المدير ومساعديه بشكل دوري على رأس كل سنة عن طريق الانتخاب، من أجل ضمان إستقلالية البحث.
يوم 10 يونيو 1793، كان يوما فاصلا في تاريخ المتحف الوطني للتاريخ الطبيعي، ففي هذا اليوم بالذات تم  التصويت على مرسوم يقضي بإنشاء المتحف.

## المجموعة العلمية للمتحف
باستثناء الأنواع الحية، يتم الاحتفاظ بمجموعة من العينات بالكامل تقريبا في مواقع المتحف المتواجدة في باريس وكذلك في إيزيس وسيريغنان.
بمجموع يصل إلى أكثر من 62 مليون عينة، بما فيها نسبة عالية جدا من العينات النمطية، من بين الأهم حول العالم العالم، مناصفة مع تلك المتواجدة في المتحف الوطني للتاريخ الطبيعي في واشنطن أو متحف لندن للتاريخ الطبيعي.
وفيما يلي كمية العينات حسب نوع كل مجموعة:
| نوع المجموعة                    | عدد العينات                                                                   |
| ------------------------------- | ----------------------------------------------------------------------------- |
| المعادن                         | 135٬000 عينة.                                                                 |
| الصخور                          | 600٬000 عينة                                                                  |
| حجارة نيازك                     | 4٬000 عينة.                                                                   |
| مستحاثات                        | 2٬700٬000 عينة.                                                               |
| فطر                             | 500٬000 عينة (herbier).                                                       |
| الطحالب والطحالب المجهرية       | 570٬000 عينة (herbier).                                                       |
| نباتات حزازية والأشنيات         | 900٬000و500٬000 عينة على التوالي.                                             |
| النباتات المزهرة والسراخس       | 8٬000٬000 عينة illustrant 320٬000 espèces vasculaires, 30٬000 عينة من البذور. |
| قناديل البحر، المرجان، والشقائق | 2٬000 - 35٬000 - 2٬000 عينة على التوالي.                                      |
| محار                            | 5٬000٬000 عينة.                                                               |
| حشرات                           | 40٬000٬000 عينة.                                                              |
| الأسماك                         | 400٬000 عينة.                                                                 |
| الزواحف                         | 130٬000 عينة.                                                                 |
| البرمائيات                      | 170٬000 عينة.                                                                 |
| الطيور                          | 130٬000 عينة.                                                                 |
| الثديات                         | 130٬000 عينة.                                                                 |
| جماجم بشرية                     | 35٬000 عينة.                                                                  |
| قطع ما قبل التاريخ              | 2٬000٬000 قطعة                                                                |
| الموجودات الإثنوغرافية          | 300٬000 عينة.                                                                 |
| نباتات حية                      | 25٬000 عينة.                                                                  |
| الحيوانات الحية                 | 5٬000 عينة.                                                                   |

بالنسبة للمستحاثات الأحفوري، فيحتوي المتحف على مجموعة كبيرة جدا منها تبلغ حوالي 2.7 عينة تم جمعها من عدة مواقع حول العالم، منها:
- مجموعة الفقاريات التي تضم حوالي 300ألف عينة من الثدييات والزواحف والطيور والأسماك.
- مجموعة اللافقريات التي تضم حوالي 2.5 مليون عينة، غنية برخويات العصر الثالث من فرنسا وأوروبا.
- مجموعة النباتات القديمة، تضم أكثر من 200 ألف عينة من النباتات الأحفورية.
- مجموعة من الأحافير الدقيقة تضم أكثر من 300 ألف شريحة مجهرية من المنخربات.

## قائمة رؤساء ومدراء المتحف[23]
| مدراء منتخبون لمدة سنة واحدة: - 1793-1794 : لويس جان ماري دوبنتون. - 1794-1795 : أنطوان لوران دو جوسيو. - 1795-1796 : برنار جيرمان دي لاسيبيد. - 1796-1797 : لويس جان ماري دوبنتون. - 1797-1798 : لويس جان ماري دوبنتون. - 1798-1799 : أنطوان لوران دو جوسيو. - 1799-1800 : أنطوان لوران دو جوسيو. مدراء منتخبون لمدة عامين: - 1800-1801 : أنطوان فرانسوا فوركروي. - 1803-1802 : رينيه لويش ديفونتين. - 1805-1804 : أنطوان فرانسوا فوركروي. - 1807-1806 : رينيه لويش ديفونتين. - 1809-1808 : جورج كوفييه. - 1810-1811 : رينيه لويش ديفونتين. - 1812-1813 : أندريه لوجير. - 1814-1815 : أندريه ثوين. | - 1816-1817 : أندريه ثوين. - 1818-1819 : أندريه لوجير. - 1820-1821 : رينيه لويش ديفونتين. - 1822-1823 : جورج كوفييه. - 1824-1825 : لويس كوردييه. - 1826-1827 : جورج كوفييه. - 1828-1829 : رينيه لويش ديفونتين. - 1830-1831 : جورج كوفييه. - 1832-1833 : لويس كوردييه. - 1834-1835 : أدريان دي جوسيو. - 1836-1837 : ميشيل أوجين شيفيرول. - 1838-1839 : لويس كوردييه. - 1840-1841 : ميشيل أوجين شيفيرول. - 1842-1843 : أدريان دو جوسيو. - 1844-1845 : ميشيل أوجين شيفيرول. - 1846-1847 : أدولف تيودور برونيار - 1848-1849 : أدريان دو جوسيو. - 1850-1851 : ميشيل أوجين شيفيرول. - 1852-1853 : أندريه ماري كونستن ديميريل. - 1854-1855 : ميشيل أوجين شيفيرول. | - 1856-1857 : بيير فلورنس. - 1858-1859 : ميشيل أوجين شيفيرول. - 1860-1861 : إيزيدور جوفروا سانت هيلير. - 1862-1863 : ميشيل أوجين شيفيرول. مدراء معينون لمدة خمس سنوات: - 1863-1879 : ميشيل أوجين شيفيرول. - 1891-1879 : إدموند فريمي. - 1900-1891 : ألفونس ميلن إدواردس. - 1919-1900 : ادمون بيرير. - 1931-1919 : لويس مانجين. - 1936-1932 : بول يموان. - 1942-1936 : لويس جيرمان. - 1949-1942 : أكيل أوربين. - 1950-1950 : رينيه جانل. - 1965-1951 : روجر هايم. - 1966-1970 : موريس فونتين - 1975-1971 : إيف لو غراند. - 1976-1985 : جان دورست. - 1985-1990 : فيليب تاكيت. - 1994-1990 : جاك فابريز. - 1994-1999 : هنري دي لوملي. رؤساء معينون لمدة خمس سنوات: - 2002-2006 : برنار شيفاسوس. - 2008-2006 : أندريه مينيز. - 2009-2015 : جيل بوف. - 2015-الآن: برونو ديفيد |

## روابط خارجية
- الموقع الرسمي للمتحف الوطني للتاريخ الطبيعي
- الموقع الرسمي لحديقة  النباتات في باريس